# Molièrelaan
De Molièrelaan (Frans: Avenue Molière) is een laan in het Brussels gewest, welke drie gemeenten doorkruist, namelijk: Elsene, Vorst en Ukkel.
In het begin van de 20e eeuw werd ze aangelegd, in het kader van het project Berkendael, aanvankelijk droeg het de naam Albert-Elisabethlaan, ter ere van de prins en prinses van België.

## Architectuur
Molièrelaan staat algemeen bekend om haar beaux-arts-stijl gebouwen welke dateert uit het eind van de 19e eeuw en het begin van de 20e eeuw die aansluit bij het neoclassicisme, de neobarok en de neorenaissance. De stijl is ontstaan in Frankrijk, voorafgaand aan de belle époque. In het Frans betekent beaux arts letterlijk schone kunsten.
Gebouwen in beaux arts zijn over het algemeen symmetrische pompeuze gebouwen met afwerking in natuursteen. De eerste verdieping is meestal de belangrijkste verdieping en deze is hoger en duidelijk prominenter dan de begane grond of de hogere verdiepingen. De gevels zijn vaak afgewerkt met rusticastucwerk. In de gevels zijn zuilen, kroonlijsten, frontons, pilasters, balustrades en balkons en monumentale klassieke beelden verwerkt. Verder worden er zowel binnen als buiten brede trappen en wijde bogen gebruikt, ook in de ramen.

## Bijzondere huizen

### Vorst

#### Monumenten
Onder meer de navolgende huizen zijn beschermd, zie verder ook: Lijst van beschermd onroerend erfgoed in Vorst.
- Molièrelaan 139: (1909) "Herenhuis Rizzo", huis door architect Paul Picquet. Huis is in eclectische stijl met Neo-Italiaanse renaissance-elementen. Beschermd huis sinds 19 september 2012.  Molièrelaan 139 te Brussel

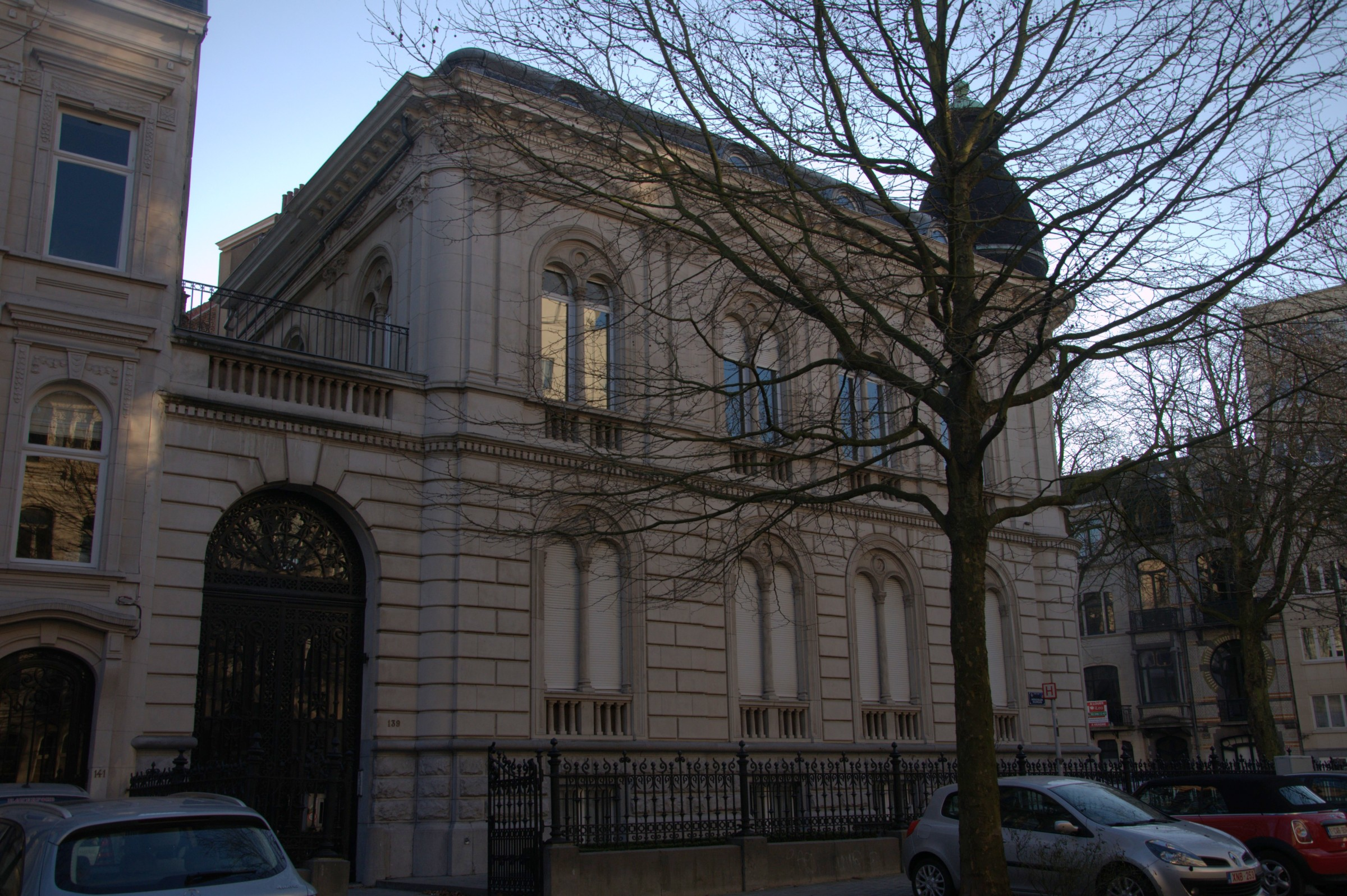
Molièrelaan 139 te Brussel

- Molièrelaan 151: (1905) Huis door architect Jean-Baptiste Dewin. Huis in art-nouveaustijl. Beschermd huis sinds 8 november 2007. Huis Philippot

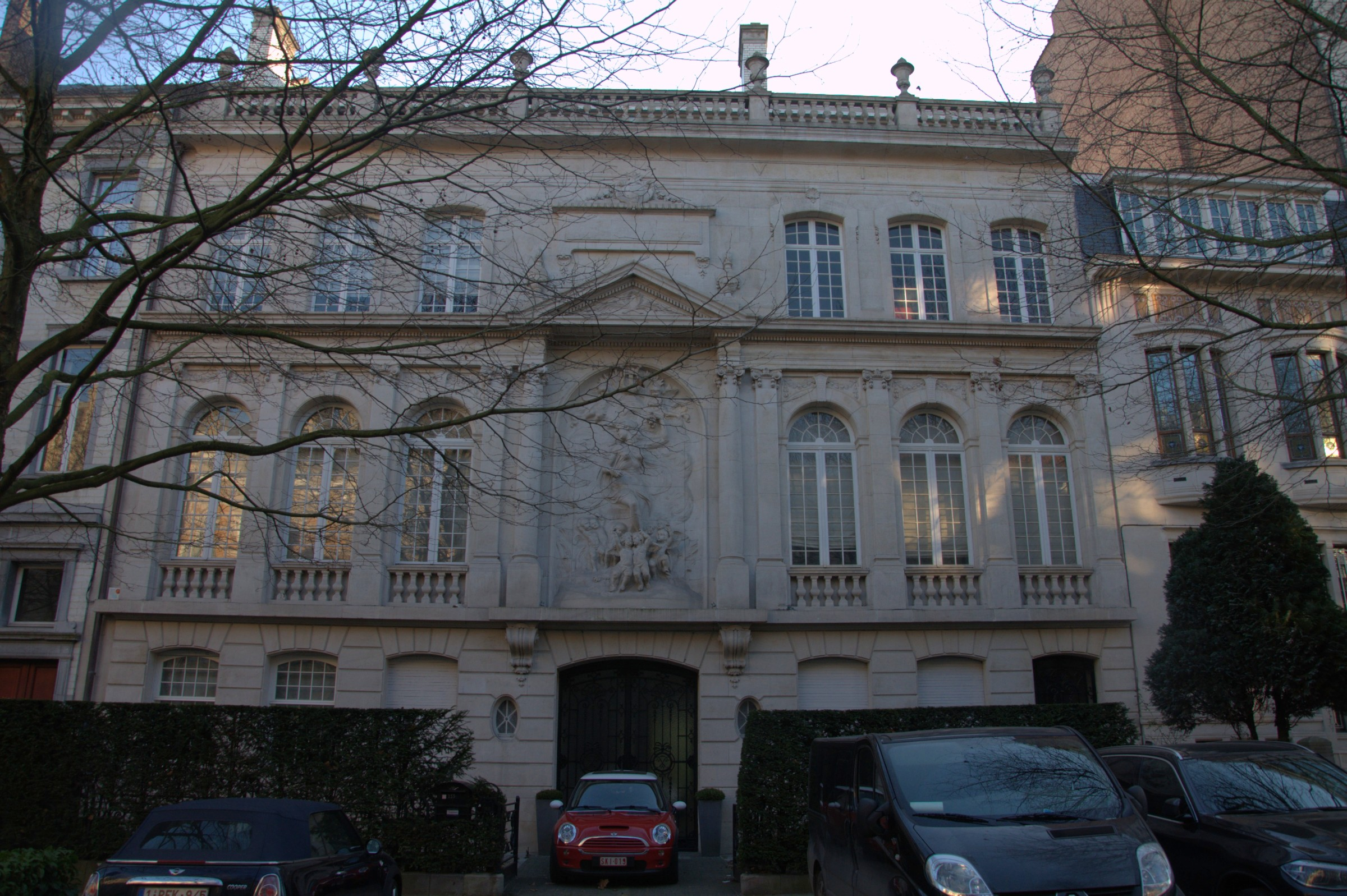
Huis Philippot

- Molièrelaan 153-155: (1905) "Huis Philippot", huis gebouwd door Jules Brunfaut. Huis is beschermd sinds 1 juni 1987.
- Molièrelaan 177-179 / Brugmannlaan 176-178: (1908) "Herenhuis Vandenbroeck", door architect Paul Vizzavona. Huis is gedeeltelijk in Vorst en gedeeltelijk in Elsene geleden (enkel Brugmannlaan 178 is gelegen in Elsene). Het huis combineert de stijlen uit de art nouveau, beaux arts en eclectiek. Huis is beschermd sinds 28 juni 2001. Molièrelaan 177-179 in Brussel

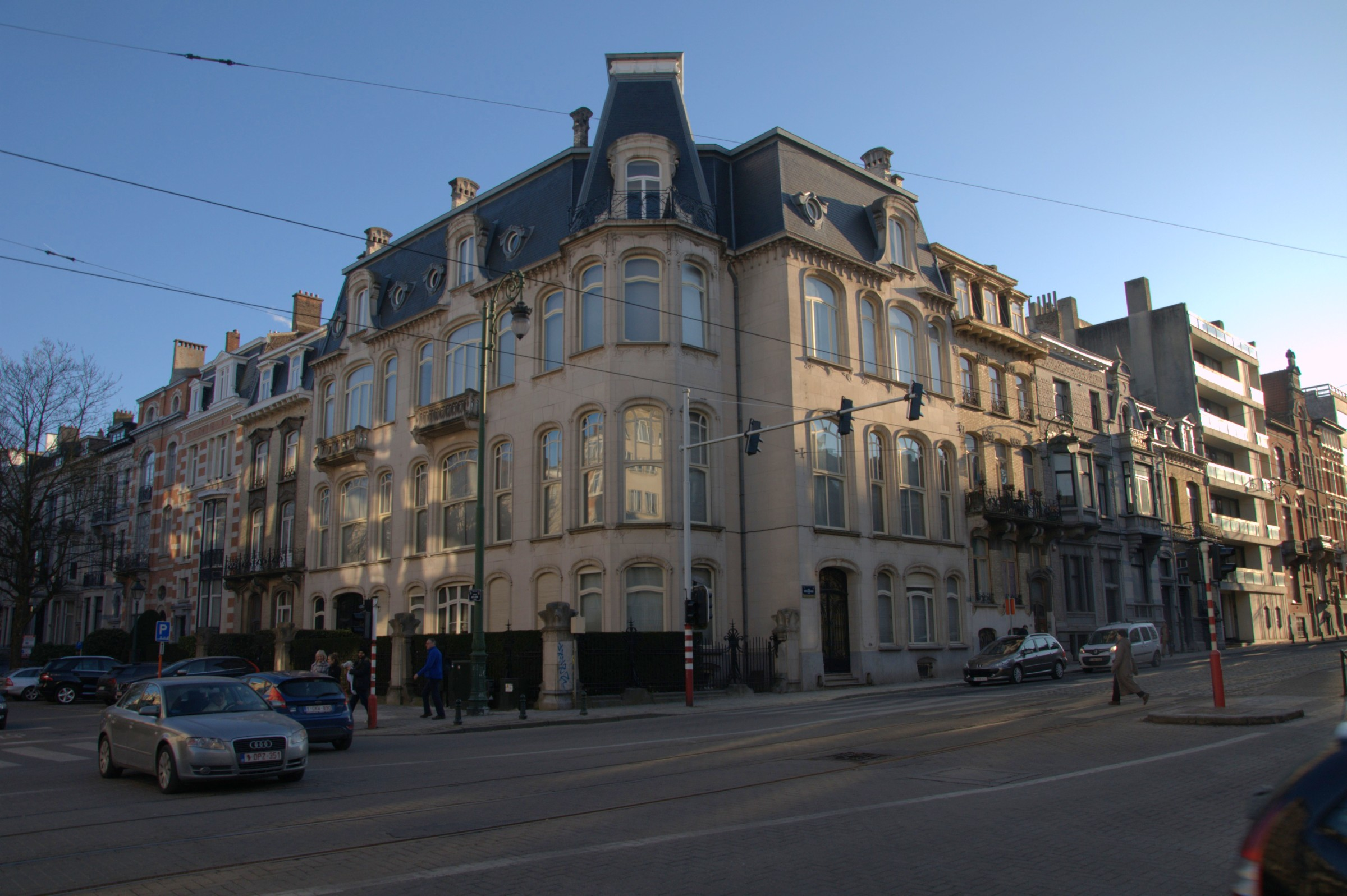
Molièrelaan 177-179 in Brussel

#### Overigen
- Molièrelaan 104: Woonhuis van en door architect Jules Brunfaut in stijl van het historisme.
- Molièrelaan 133: Woonhuis door architect J. Dosveld, huis in art-nouveaustijl.
- Molièrelaan 169: Woonhuis door architect Franz Tilley, huis in art-nouveaustijl.

### Elsene

#### Monumenten
Onder meer de navolgende huizen zijn beschermd, zie verder ook: Lijst van beschermd onroerend erfgoed in Elsene.
- Molièrelaan 172: (1910) Het "Bruno Schmidt Huis", is een woonhuis door architect Jean-Baptiste Dewin. Huis in eclecticisme en art-nouveaustijl. Architecturaal geheel beschermd sinds 10 oktober 1996. (Aanvankelijk lag dit huis in de deelgemeente Sint-Gillis.)
- Molièrelaan 176-178: (1908-1910) Geheel van drie art-nouveaugebouwen. Huis in art-nouveaustijl. Architecturaal geheel beschermd sinds 28 juni 2001.
- Molièrelaan 208-210: (1929) Een art-decoappartementsgebouw. Appartementsgebouw werd gebouwd door architect Joe Ramaekers. Beschermd gebouw sinds 16 maart 1995. (Gebouw staat ook deels op de Joseph Stallaerstraat.)

#### Overigen
- Molièrelaan 128: (1910) Huis door architect Paul Picquet, huis in beaux-artsstijl.
- Molièrelaan 130: (1910) Huis door architect Paul Picquet, huis in beaux-artsstijl. Dit huis was tevens het persoonlijk woonhuis van de architect.
- Molièrelaan 132: (1910) Huis door architect Paul Picquet, huis in beaux-artsstijl.[1]
- Molièrelaan 166: (1907) Woonhuis met kunstenaarsaterlier door de architecten Alexis Dumont en Albert Dumont (laatste is beroemd voor onder meer het ontwerp van zijn meesterwerk gemeentehuis van Sint-Gillis) voor kunstschilder Firmin Baes, wie ook invloed had op de vormgeving van het huis.[2]
- Molièrelaan 174: (1913) "Maison Gheude" door de architecten Fernand Bodson en Antoine Pompe, huis werd gebouwd in Bodson's transitie periode tussen de geometrische art nouveau en modernisme stijl.
- Molièrelaan 187: (1909) Woonhuis door architect Alex Desruelles, twee bouwstijlen gecombineerd: art-nouveau en eclectisme.
- Molièrelaan 192: (1927) Woonhuis door architect Francois Van Meulecom, huis in art-déco stijl.
- Molièrelaan 193: (1909) Groot herenhuis door architect Paul Picquet, huis in beaux-artsstijl. Dit herenhuis werd gebouwd in opdracht voor luitenant Georges Michiels.
- Molièrelaan 195: (1907) Herenhuis met kunstenaarsatelier door architect Georges Hobé, huis in eclectische stijl. Huis werd gebouwd voor de impressionistische kunstschilder Frantz Charlet.
- Molièrelaan 203: (1928) Woonhuis in art-déco stijl door architect Jacques Saintenoy.
- Molièrelaan 207: (1910) Herenhuis door architect Paul Picquet, huis in beaux-artsstijl. Momenteel is hier de ambassade van Algerije gevestigd. Molièrelaan 207 in Brussel

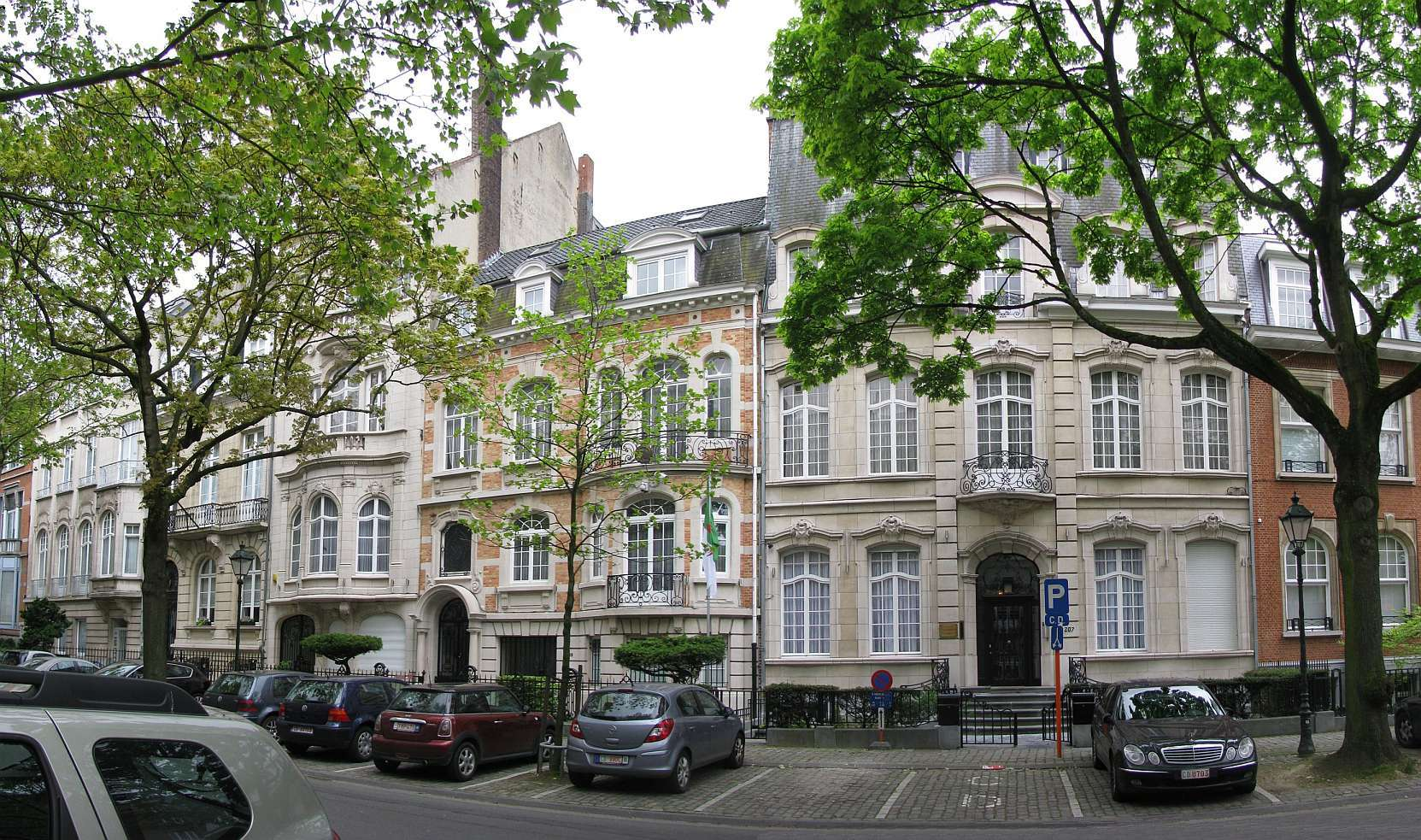
Molièrelaan 207 in Brussel

- Molièrelaan 230-236: (1912) Drie verschillende woonhuizen door architect Camille Damman. Molièrelaan 230-236 in Brussel

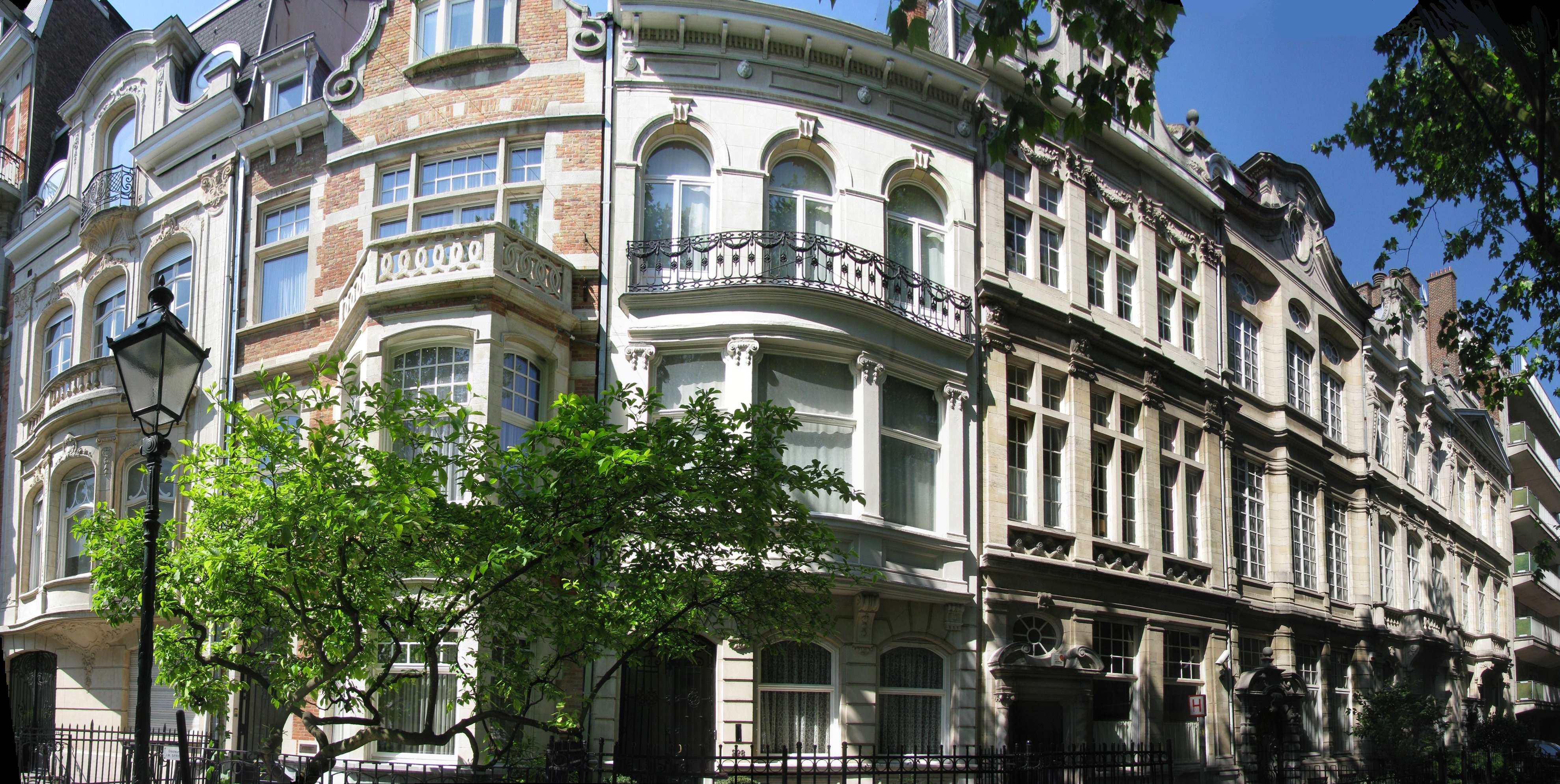
Molièrelaan 230-236 in Brussel

- Molièrelaan 269-271: (1922) Dubbel herenhuis in art déco stijl door Jean-Baptiste Dewin met veranda met uilen.
- Molièrelaan 297: (1910) Herenhuis door architect Fernand Symons, huis in eclectische stijl. Momenteel is hier de ambassade van Filipijnen gevestigd. Molièrelaan 297 in Brussel

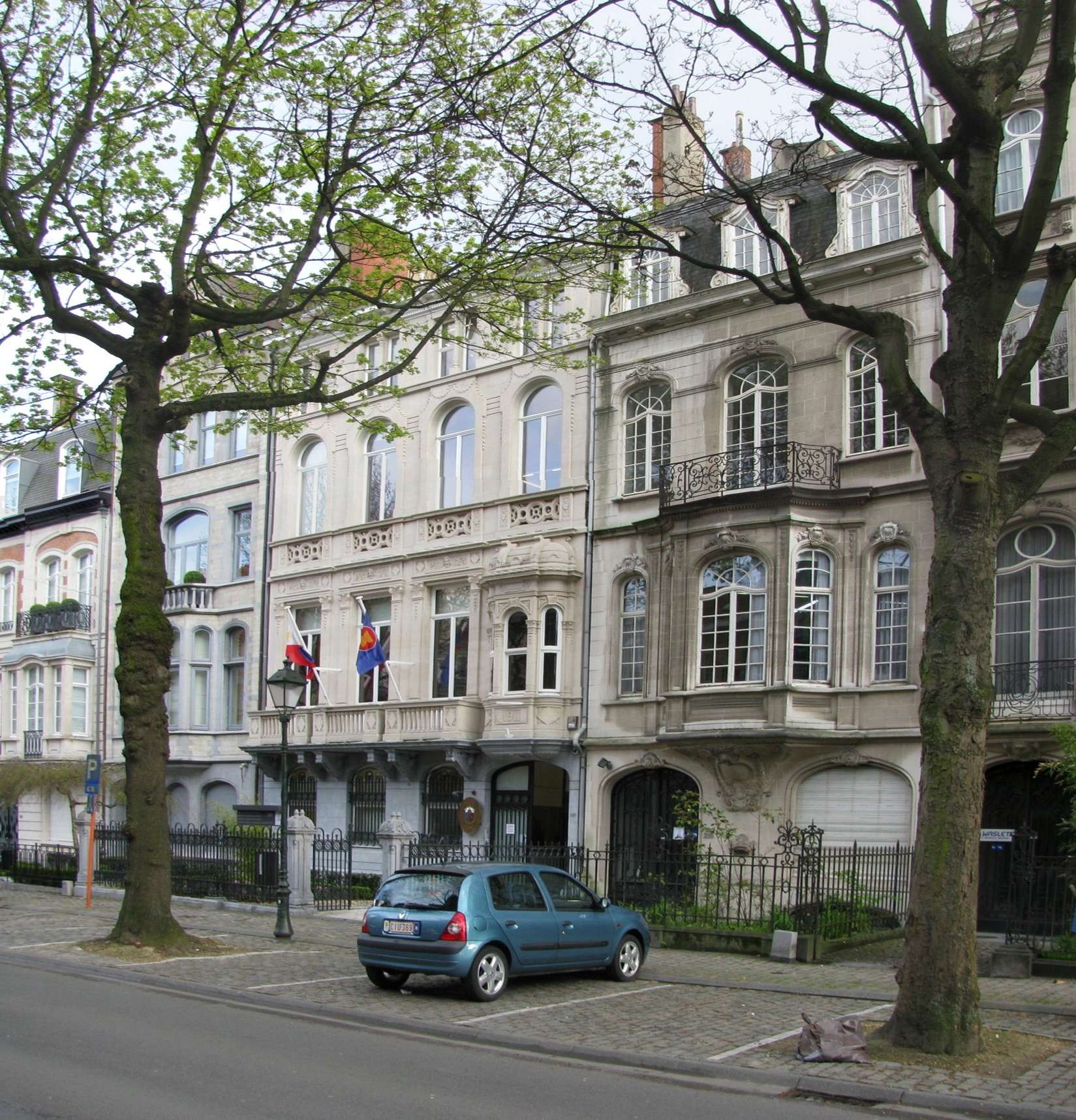
Molièrelaan 297 in Brussel

- Molièrelaan 503: (1930) Appartementsgebouw in modernistische stijl door de architecten Robert Puttemans en Emile Poly.
- Molièrelaan 513: (1924) Woning met kunstenaarsatelier door architect Victor Rubbers voor de kunstschilder Victor Gilsoul, huis in eclectische stijl.
- Molièrelaan 519: (1912) Huis door architect Alfred Sarot, huis in beaux-artsstijl.[3]
- Molièrelaan 525: (1911) Huis door architect Alfred Sarot, huis in eclectische stijl met elementen van neo-Vlaamse renaissance.

### Ukkel

#### Monumenten
Op de Lijst van beschermd onroerend erfgoed in Ukkel staan geen huizen aan de Molièrelaan.

#### Overigen
- Molièrelaan 305: (1912) Huis door architect Alfred Frère, huis in beaux-artsstijl. Molièrelaan 305 in Brussel

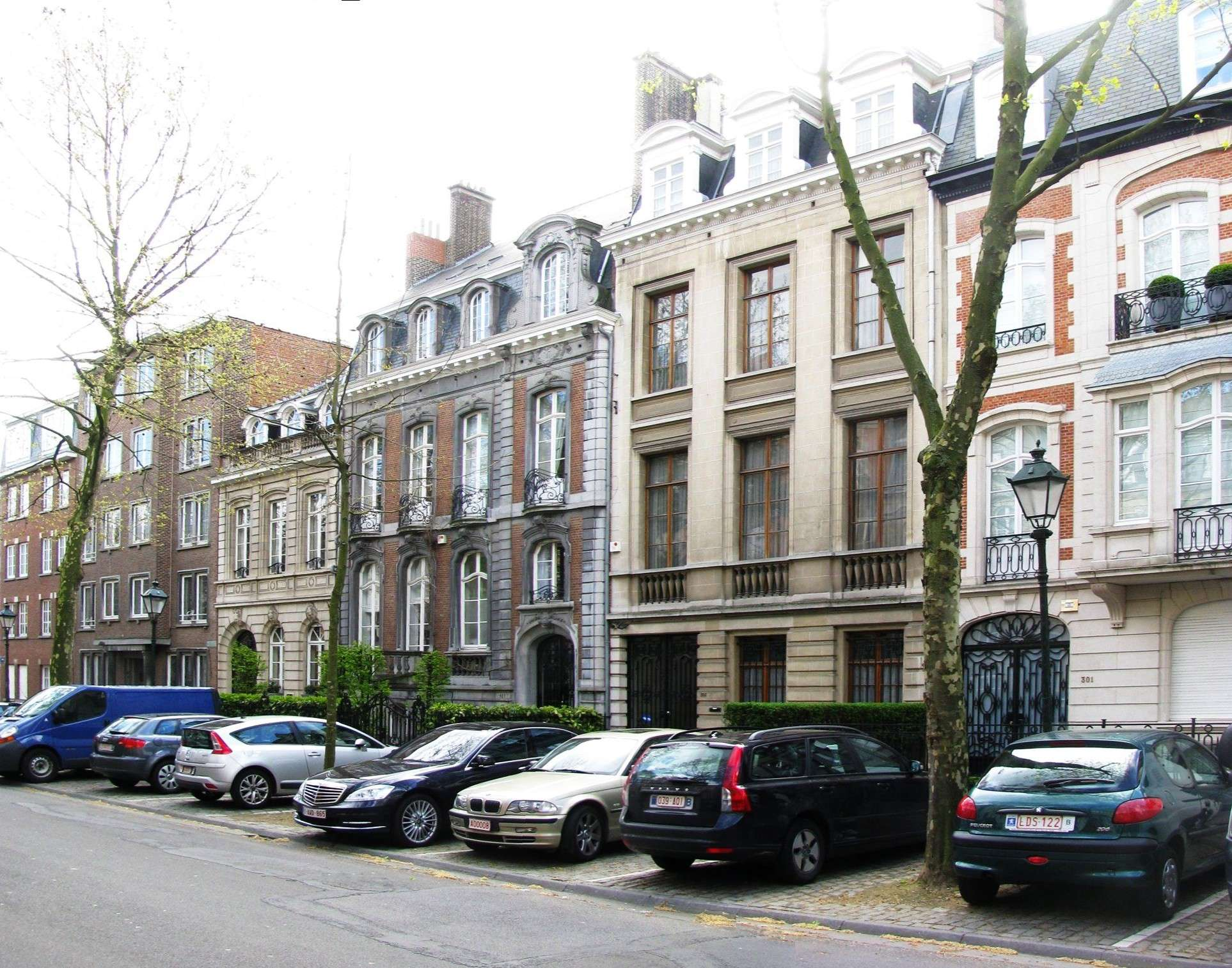
Molièrelaan 305 in Brussel

## Bekende bewoners
- Frantz Charlet (1862-1928), Belgisch kunstschilder, etser en lithograaf
- Victor Gilsoul (1867-1939), Belgisch kunstschilder
- Jean-Baptiste Dewin (1873-1948), Belgische architect
- Firmin Baes (1874-1943), Belgisch kunstschilder
- Felix Nussbaum (1904-1944), Joodse kunstschilder[4]

## Trivia
- De straat bevat onder meer de ambassades van Algerije, Azerbeidzjan, Equatoriaal-Guinea, Filipijnen, Mali, Nepal, Slowakije, Wit-Rusland en Zambia.
- De straat wordt momenteel geschat als een van de duurste straten van Brussel; het Elsense deel is de duurste plek voor woningen in geheel België.